# Ga Achasan
Ga Achasan là ga tàu điện ngầm ở Gwangjin-gu, Seoul, Hàn Quốc. Nó được phục vụ bởi Tàu điện ngầm vùng thủ đô Seoul tuyến 5.

## Bố trí ga
| Gunja ↑     |
| \| W/B      |
| ↓ Gwangnaru |

| Hướng Tây  | ●Tuyến 5 | ← Hướng đi Banghwa                      |
| Hướng Đông | ●Tuyến 5 | → Hướng đi Hanam Geomdansan · Macheon → |